# Пегу, Адольф

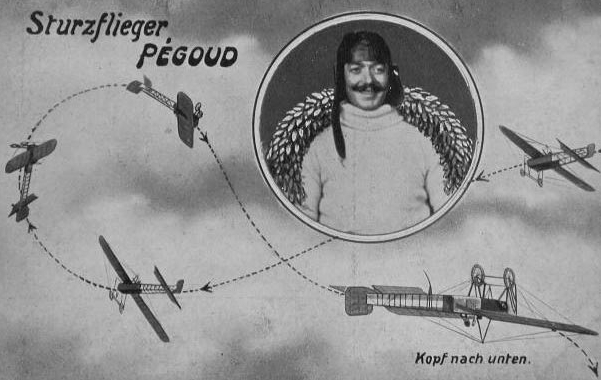
Пегу на открытке (1913)

Адо́льф Селесте́н Пегу́ (фр. Célestin Adolphe Pégoud; 13 июня 1889 — 31 августа 1915) — французский пионер авиации, сразу после Петра Нестерова выполнивший мёртвую петлю, первый в истории лётчик-ас, хотя в этом значении слово «туз» (фр. as) стало фигурировать позднее.

## Биография

### Ранние годы
Родился Адольф в июне (в различных документах указана разная дата его рождения — 8 или 13 июня) 1889 года на юге Франции в городке Монферра в департаменте Изер.
Адольф был третьим ребёнком в семье фермеров. Бесстрашного и изобретательного мальчика больше увлекали мечты о приключениях, чем работа на земле, и в возрасте 14 лет он поехал искать счастья в Париже.
В возрасте 18-ти лет Адольф пошёл добровольцем в армию, подписав 5-летний контракт и был зачислен в 5-й полк африканской лёгкой кавалерии (фр. Régiment de Chasseurs d’Afrique). Вместе со своей частью участвовал в нескольких кампаниях по усмирению мятежных племён Северной Африки, которые находились под управлением Французской республики. В мае 1908 года Адольф заболел болотной лихорадкой и был эвакуирован во Францию. Болезнь протекала тяжело, и лишь в следующем году его признали годным к продолжению службы. По собственному желанию Пегу получил назначение в 12-й гусарский полк (фр. 12e Régiment de Hussards), расквартированный в метрополии, а 29 января 1910 года его перевели в 3-й колониальный артиллерийский полк (фр. Régiment d’Artillerie Coloniale), защищавший базу флота в Тулоне.

### Начало авиационной карьеры
В 1911 году в Тулоне Пегу познакомился с военным лётчиком капитаном Луи Карленом, энтузиастом авиации. Они подружились, вскоре оба были переведены в лагерь Сатори (фр. Satory), недалеко от Версаля. Там в октябре 1911 года Карлен взял его в полёт в качестве пассажира, что стало для юноши настоящим откровением. Пегу охватило страстное желание стать авиатором. В 1912 году он добился перевода в авиацию, став помощником-механиком Карлена. Вместе они приняли участие в сентябрьских манёврах французской армии.
Демобилизовавшись, Пегу сразу же поступил в лётную школу. 1 марта,через несколько дней после поступления, Адольф Пегу успешно сдал экзамен и получил "бреве" - пилотское удостоверение Аэроклуба Франции № 1243.
После этого Пегу стал работать испытателем новых самолётов у авиаконструктора Луи Блерио, а  в дополнение к этому инструктором. 13 мая 1913 года Пегу совершил полёт с испанским королём Альфонсо XIII в качестве пассажира. 19 августа 1913 года состоялась демонстрация работы парашюта системы Бонне, когда Пегу совершил первый во Франции прыжок с парашютом из самолёта. Во время прыжка лётчику пришла в голову идея совершения на самолёте мёртвой петли. 21 сентября 1913 года на аэроплане «Блерио-XI» через 12 дней после Петра Нестерова Пегу выполнил мёртвую петлю. «К сожалению, — писал он, — мои дальнейшие фигурные полёты были запрещены французским правительством. Тогда я отправился в Англию, где и приступил к совершению "мёртвых петель". Так началась моя карьера петлиста».
В 1913-14 гг. Пегу с демонстрационными полётами побывал в  Англии, Австрии, Бельгии, Германии, Голландии, Италии, Норвегии, России и Румынии. В мае 1914 года Пегу посетил Москву, где на Ходынском аэродроме произвёл публичную демонстрацию петли, а также дал урок пилотирования будущему авиаконструктору Александру Архангельскому. Французский лётчик лично встретился с Петром Нестеровым и признал приоритет россиянина, а 18 мая Нестеров, Пегу и Николай Жуковский совместно выступили в Политехническом музее.
Из иллюстрированного журнала «Искры» от 25 мая 1914 года:

«Король воздуха» в Москве. Известный французский авиатор Пегу, сделавший в прошлом году в августе безумный прыжок с аэроплана на парашюте и вслед за тем «мертвую петлю», после петербургских «гастролей» появился на московском аэродроме. Выступление «короля воздуха», как называют Пегу, так заинтересовало Москву, что на его полетах присутствовало до 300 тыс. человек. Пегу, действительно, показал ряд воздушных «трюков», которым приходится удивляться. Кувыркание в воздухе для него — забава, а «мертвая петля» — пустячное дело. Он их делает подряд десятками. Мало того, он вылезает из гондолы и летит, стоя. Это уже совершенно невероятный трюк, сделанный только Пегу, и то в первый раз в Москве. За два дня полетов Пегу Москва принесла свою дань в 24.000 руб., из коих московскому воздухоплавательному обществу осталось лишь 2 тыс. с небольшим. Остальные деньги пошли в карман Пегу и его антрепренёров.

Пегу поддерживал связи с русскими авиаторами и во Франции, в Париже он встречался с известным лётчиком Харитоном Славороссовым.
|                                                             |                                                              |                                          |
| Пегу. Официальная открытка Всемирной ярмарки в Генте. 1913. | Открытка Aérodrome Blériot, Départ de Pégoud pour le Loopin. | Су-лейтенант Адольф Селестен Пегу. 1915. |

### Первая мировая война
Рядовой-резервист Адольф Пегу был приписан к артиллерии, но его, как и всех остальных гражданских пилотов, с началом Первой мировой войны, определили в авиацию. 14 августа 1914 года Пегу становится пилотом эскадрильи «HF 7». С этого времени его персональным и бессменным механиком стал рядовой Леон Лерандю (фр. Soldat Leon Lerendu). В конце августа Пегу на «Блерио-11» был отправлен в распоряжение штаба 3-й армии и начал выполнять разведывательные полёты. 2 сентября 1914 года он впервые оказался под огнём противника, но всё обошлось только пробоинами в крыльях. В конце сентября экипаж Пегу-Лерандю в дополнение к разведке стал также проводить стрелометание. 1 октября 1914 года они сбили германский привязной аэростат, сбросив на него две тысячи стрел.
9 октября 1914 года за первые успешные боевые вылеты Пегу удостоился упоминания в приказе по армии:

 «...С начала кампании продемонстрировал исключительные качества. Смел и хладнокровен, особенно при выполнении заданий. Его самолет был трижды изрешечён снарядами.»
27 октября 1914 года Пегу присвоили звание капрала. 7 ноября 1914 года становится сержантом. С конца осени 1914 года на французских аэропланах появились пулемёты. Один такой аппарат получил Пегу. 25 ноября экипажу выдался шанс применить новое оружие в реальном бою, но пулемёт «Гочкис» заело. Тем не менее, Пегу продолжил бой. Его демонстративные атаки заставили противника обратиться в бегство, но преследование пришлось прекратить из-за неполадок в работе двигателя.
27 декабря совершил бомбардировочный рейд. Невзирая на сильный зенитный огонь, Пегу точно сбросил  восемь бомб. Этот эпизод можно считать своего рода воздушным боем, поскольку налёт имел целью уничтожение привязного аэростата. С 21 января 1915 года Пегу - пилот специализированной бомбардировочной эскадрильи «MF 25». 5 февраля Пегу и Лерандю совершили очередной боевой вылет, имея задачей разведку и, в случае встречи с вражескими самолётами, расчистку воздуха. Следуя по маршруту, они заметили и сбили германский аэроплан типа «Таубе». Затем появилась пара «Авиатиков». Пегу сблизился с новым противником, стрелок открыл огонь, и после нескольких попаданий немец вышел из боя пикированием. После этого Пегу снова набрал высоту и атаковали второго германского разведчика, вынудив его совершить посадку. За этот бой Пегу вновь был упомянут в приказе и представлен к Военной медали.
Из приказа от 17 февраля 1915 года о награждении Военной медалью: 

«... несколько раз преследовал самолеты противника.  5 февраля 1915 года атаковал и сбил моноплан. Почти сразу после этого настиг два биплана, последовательно сбил первый и вынудил приземлиться второй.»
|                                           |                 |                                         |
| Награждение лётчика Пегу Военным крестом. | Пегу за столом. | Пегу. LE MIROIR от 30 августа 1914 года |

6 февраля 1915 года Пегу был переведен в эскадрилью «MS37», которая воевала на парасолях «Моран Солнье» тип L. На новом самолёте Пегу провел свой второй успешный воздушный бой. В первых числах апреля (по одним данным 1, по другим — 3) он встретил два немецких самолёта, проводивших разведку в ближнем тылу союзных войск. Первый самолёт противника со снижением ушёл на свою территорию, другой был сбит. За этот бой Пегу получил звание аса.
22 апреля 1915 года Пегу назначается пилотом в только что сформированную эскадрилью «MS 49». 28 апреля, отправившись на разведку, он встретил над линией фронта немецкого разведчика. Пегу спикировал на противника, но тот, не приняв боя, ушёл  под защиту своих зениток. Позже был замечен ещё один разведчик. На этот раз атака оказалась более успешной: хотя пулемёт отказал после первого же выстрела, немецкий лётчик пошёл на посадку.
Летом 1915 года на фронте появились разведывательные аэропланы «Ньюпор-10», призванные заменить «Мораны». Пегу получил один из самых ранних «Ньюпоров». Это был самолёт модификации AR, в котором наблюдатель располагался перед лётчиком. Подразумевалось, что стрелок будет вести огонь поверх крыла, стоя в кабине. Вместо этого Пегу решил оставить напарника на земле и вооружиться пулемётом «Льюис», установленным в вырезе крыла.
11 июля 1915 года Адольф Пегу записал в своем дневнике:

«Был замечен «Авиатик»... Вылетел на перехват и вскоре нашёл его. Попытался ложными атаками загнать его на нашу сторону фронта, но безуспешно, он продолжил полёт вдоль траншей. Тогда я спикировал и зашёл под него, стрелок открыл огонь, но неудачно, ему мешал собственный фюзеляж. Пытался держаться непосредственно под противником, следуя за всеми его манёврами. Задрал нос и с 50 метров открыл огонь, целясь по точке чуть сзади мотора... После 10-го выстрела «бош» опустил нос, пламя пошло по фюзеляжу...»
Сбив «Авиатик-С» из 48-го немецкого авиаотряда, Пегу одержал первую победу в новом качестве — летчика-истребителя. 18 июля этот эпизод был упомянут в приказе по 7-й армии:

«...Прапорщик, пилот эскадрильи «MS 49». В одиночку на своем аппарате вступил в бой против бронированного "Авиатика" с экипажем из двух человек. Сбил его над нашими позициями после очень острой схватки, в которой продемонстрировал смелость и мастерство выше всех похвал.»
28 августа во время очередного полёта Пегу заметил неприятельский разведчик и атаковал его. Однако немецкий стрелок встретил нападавшего метким огнём. С пробитым бензобаком Пегу вынужден был выйти из боя пикированием в сторону траншей, которые пересёк на высоте 400 метров под интенсивным огнём немецкой зенитной артиллерии и пулеметов. На этот раз лётчик благополучно посадил свой поврежденный «Ньюпор».
Посвящение в Рыцари Почётного Легиона от 28 августа 1915 года:

«...Су-лейтенант эскадрильи «MS 49», дух и отвага которого выше всяческих похвал, также проявил себя скромным и опытным пилотом. С самого начала кампании все свои замечательные навыки он поставил на службу стране. Ежедневно демонстрируя мужество и смелость, он в одиночку проводил бои против мощно бронированных самолётов. 28 августа, во время воздушной дуэли, его самолёт был изрешечён пулями. Вынужденный приземлиться, он сразу принял все меры для спасения своего аппарата, несмотря на интенсивный огонь немецких батарей.»— Официальный Журнал, 26 Сентября 1915 года.
31 августа 1915 года, в 08:30 утра, получив сообщение о немецком разведчике, кружившим над линией фронта, Пегу взлетел по тревоге. Он атаковал противника, выпустив несколько длинных очередей, затем отошёл в сторону, вероятно, для перезарядки пулемёта. Затем последовала повторная атака. Внезапно французский самолет перешёл в отвесное пике и разбился рядом с расположением одного из пехотных полков При осмотре тела пилота выяснилось, что Адольф Пегу был убит ещё в воздухе: пуля перебила аорту.
Самолёт Пегу был сбит немецким капралом. Им оказался его ученик польского происхождения Отто Кандульски (нем. Kandulski). 6 сентября, узнав о гибели героя, лётчик Кандульски и его наблюдатель лейтенант фон Билиц (нем. von Bilitz) вернулись на место боя  и сбросили над французскими позициями траурный лавровый венок с надписью на ленте: «Пегу, геройски погибшему за свою Родину, от противника».
|                                     |                           |                                                                |
| Снимок с места гибели Адольфа Пегу. | Венок Пегу от противника. | Место последнего упокоения героя на кладбище Бросс-де-Бельфор. |

Похороны Пегу состоялись  3 сентября на кладбище Бросс-де-Бельфор (фр. Brosse-de-Belfort). Друзья предали земле лётчика в саване из полотна от его самолёта, вместе с ним положили талисман Адольфа - плюшевого пингвина, сопровождавшего  его во всех  полётах. Вместе с другими венками на могилу был возложен и немецкий.
В октябре 1920 года его останки был перенесены на кладбище Монпарнас в Париже после церемонии в Нотр-Дам.

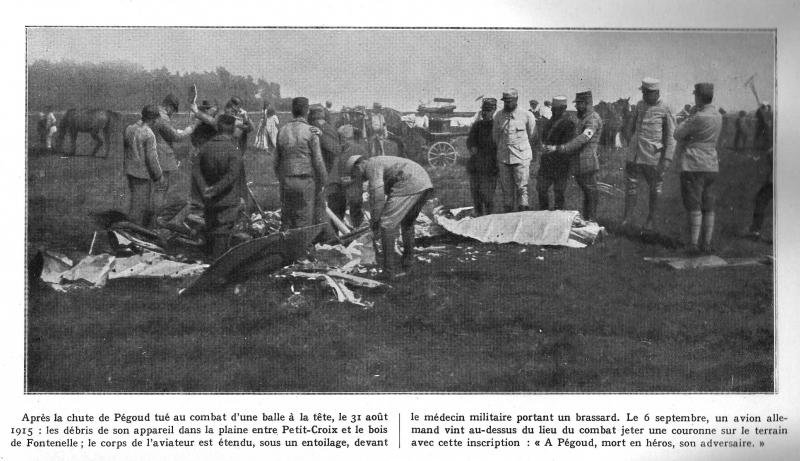
Место гибели Адольфа Пегу

18 мая 1916 года французский пилот Роже Ронсерай (фр. Ronserail) сбил во время воздушного боя самолёт Отто Кандульски к северо-западу от Мюльхаузена,  отомстив за смерть Адольфа Пегу. Подвиг Роже Ронсерая получил название «мститель за Пегу». Но есть сведения, что Кандульски не погиб, а пережил войну.
23 сентября 1917 года на месте гибели Пегу в городке Пети-Круа  установлен памятник. 15 мая 1982 года перенесён в центр деревни.
В его родном городке Монферра также воздвигнут памятник со стелой.
Су-лейтенант Адольф Пегу одержал шесть "достоверных" побед и три "предположительные", был награждён Военной Медалью, Военным Крестом с несколькими пальмами* (фр. Croix de Guerre avec palmes) и Памятной Марокканской Медалью (фр. Médaille Commémorative du Maroc). 28 августа он стал Рыцарем Ордена Почетного Легиона** (фр. Chevalier de la Legion d'Honneur), но так и не успел получить этот орден. Кроме французских наград, Пегу также удостоился Ордена Румынской Короны (рум. Ordinul Coroana României).
|                         |                                    |                                              |
| Могила Пегу в Пти-Круа. | Могила Пегу на кладбище Монпарнас. | Стела в честь Пегу на его родине в Монферра. |

Победы Адольфа Пегу:
| Дата     | Эскадрилья | Тип сбитого самолёта       | Место боя                  |
| -------- | ---------- | -------------------------- | -------------------------- |
| 05.02.15 | MF25       | «Таубе»                    | южнее Гранпре              |
| 05.02.15 | MF25       | «Авиатик»                  | северо-восточнее Монфокона |
| 05.02.15 | MF25       | «Авиатик»                  | восточнее Монфокона        |
| 03.04.15 | N67        | 2-местный немецкий самолёт | Сомм-Бьённ                 |
| 03.04.15 | MS37       | «Авиатик»                  | Шалон-Сюр-Марн             |
| 11.07.15 | MS49       | «Авиатик»*                 | Альткирх                   |

- Единственная победа, которая подтверждается немецкими данными.